# 김청기
김청기(金靑基, 1941년 4월 18일 ~ )는 대한민국의 만화가 출신 코미디 애니메이션 영화감독이다. 대한민국 코미디 애니메이션 영화의 선구자로 일컬어진다.

## 생애
1960년 만화가로 첫 입문하였다가 1976년 영화 《로보트 태권브이》를 발표하여 애니메이션 영화 감독으로 데뷔하였다.
한편, 1997년  애니메이션 《의적 임꺽정》의 실패 후 연출활동을 접었으며 이 작품은 1993년 시나리오를 완성하여 씨름선수로 유명한 이만기를 캐스팅해 실사영화로 만들 예정이었으나 무산되자 애니메이션으로 간신히 제작됐는데 본인(김청기)의 전 연출작 중 하나였던  《꼬마어사 똘이》의 작화와 크게 차별을 보이지 않는 정도로 촌스러운 데다 맥빠진 스토리로 관객들의 철저한 외면을 받아 흥행에 실패했다.
아울러, 본인의 마지막 연출작이 된  《의적 임꺽정》의 실패에 앞서  《개그특공대 로봇트윈스》 (93년작)는 당시 인기 개그맨 심형래 이창훈이 한 작품에서 만난 것으로 화제가 됐으나 두 인물이 작화로만 표현된다는 점 외에도 목소리 더빙을 두 사람이 직접 한 것이 아니라 전문성우들이 코미디 프로그램에서 쓰던 이들의 말투를 흉내낸 점, 인트로에 등장하는 흑발도사와 백발도사의 대결을 비롯하여 영구와 맹구의 결투신- 악당들과의 대결에서도 광선만 쏘는 장면이 지겨울 정도로 되풀이됐다는 점, 지구를 정복하겠다는 악당 존 캐논과 쏘냐 등 여러 캐릭터가 본인의 대부분 로봇 애니메이션에서 흔하게 보던 캐릭터로 여겨진 데다 영구와 맹구가 두 사람과 만나는 과정 역시 억지스럽다는 지적 등의 이유 탓인지 흥행에 실패했으며 95년 6월 애니메이션 제작사 겸 스튜디오인 스톤벨 애니메이션을 설립한 후 《의적 임꺽정》과 함께 제작한 작품이자 《다윗과 골리앗》등 성경 속 인물들을 등장시킨 작품들의 연장선상인   《왕후 에스더》는 목소리 연기를 전문성우가 아닌 사람들이 맡다 보니 모르드개(에스더의 사촌오빠 겸 양아버지) 등 모든 등장인물의 대사톤이 하나같이 어색하여 그나마 정확하게 전달되지 않았던 점, 작화가 터무니없을 정도로 조악한 데다 배경음악이 어울리지 않는 등 여러 가지 이유 탓인지 흥행에 실패했다.
이와 더불어  故 고우영 작가의 만화를 원작으로 한 애니메이션 《삼국지》연출(1980년)을 맡았으며 이 작품은 원작자(고우영)가 직접 대본을 써서 화제가 됐지만 타깃 설정(원작을 어른들이 볼 때는 아이들에게 보여주기 적합하지 않았음에도 어른들이 만화영화를 가 보려 그랬더니 어린이용이었음)이 어정쩡해져서   10권짜리 단행본으로 출간된 원작과 약간 다른 설정이 들어가 흥행 부진을 면치 못하여 2편 '관우 오관돌파'(단행본 4권 중반까지의 내용)에서 막을 내렸는데 1993년에는 1편(도원결의)의 마지막 부문과 2편의 첫 부분을 편집하여 '타도 동탁'이란 편을 통해 3편짜리 비디오(1편 '도원결의' 2편 '타도 동탁' 3편 '관우 오관돌파')로 재출시되었고 1995년에는 어린이 영어교육교재가 들어가 있는 판본으로 또다시 재출시됐으며 《로보트 태권브이》(76년작)를 실사합성영화로 만든 《로보트 태권 V 90 》(90년작)의 흥행 실패 후 한동안 연출활동을 중단하기도 했는데 이 작품은 《후레시맨》 《마스크맨》등 수입금지 일본 특수촬영영화를 만화영화로 둔갑시킬 당시 이 같은 형식으로 만들어졌고 김청기 감독은 본인(김청기) 원작,구성이자 월간 <우뢰매>에 만화로 연재한 《똘이와 태권브이》가 이런저런 사정 때문에 애니메이션화되지 못한 데다 《우뢰매》 1편(외계에서 온 우뢰매)부터 에스퍼맨 역을 맡았던 심형래가  출연료 문제 때문에  《우뢰매》 5편(뉴머신 우뢰매)을 끝으로 대원동화행 열차를 탄 뒤 한정호로 에스퍼맨이 바뀐 《우뢰매》 6편(제3세대 우뢰매 6)이  180CM의 큰 키에 준수한 마스크를 가진 개그맨에게 바보연기를 시킨 혹평 탓인지 흥행에 실패하여 슬럼프에 빠진 뒤 절치부심한 끝에 《로보트 태권 V 90 》로 재기를 노렸는데 깡통으로 나온 철이가 김흥국의 호랑나비 춤을 추는 것, 수엘(76년작 오리지널의 메리 대신 등장하는 안드로이드)이  에너지를 충전하기 위해 220V 콘센트에 대고 전기를 충전하는 등의 설정이 초등학생들이 보기엔 유치찬란한 수준이란 지적 외에도 수엘이 등장 내내 쓴 헬멧 뿐 아니라 우뢰매 시리즈의 데일리를 연상시키는 수엘의 에어로빅 복장과 금발머리 가발, 다스베이더를 표절한 것임이 명백한 카프의 코스튬 등 여러 가지 이유로 관객들한테 외면당하여 5399명의 굴욕적인 흥행성적에 머물렀으며 서울동화는 《로보트 태권 V 90 》을 끝으로 문을 닫았고 뒷날 이 회사 제작부장 김춘범씨가 인수하여 비유엠 영화 제작소로 재탄생했다.

## 소속
- 서울동화프로덕션 사장
- 前 청강문화산업대학 겸임교수

## 작품

### 감독 및 제작
- 1976년 《로보트 태권브이》
- 1977년 《로보트 태권브이 2: 우주작전》
- 1978년 《날아라 원더공주》, 《로보트 태권브이와 황금날개의 대결》
- 1979년 《간첩잡는 똘이 장군》, 《제3땅굴편 똘이 장군》, 《은하함대 지구호》
- 1980년 《삼국지》, 《꼬마어사 똘이》
- 1981년 《공룡 100만년 똘이》, 《흑성 로보트 썬더 A》
- 1982년 《슈퍼 태권브이》, 《초합급로보트 쏠라 1.2.3》
- 1983년 《스페이스 간담브이》, 《다윗과 골리앗》
- 1984년 《3단 변신 로보트 84 태권브이》 , 《꾸러기 발명왕》
- 1985년 《로보트 군단과 메카 3》, 《똘이와 제타 로보트》
- 1986년 《외계에서 온 우뢰매》, 《외계에서 온 우뢰매 2》
- 1987년 《외계에서 온 우뢰매 전격 쓰리 작전》, 《우뢰매 4탄 썬더V 출동》
- 1988년 《슈퍼 홍길동》, 《뉴머신 우뢰매 5》, 《공초 도사와 슈퍼 홍길동 2》
- 1989년 《제3세대 우뢰매 6》, 《슈퍼 홍길동 3》, 《삼토스와 댕기똘이》
- 1990년 《로보트 태권V 90》
- 1992년 《우주경찰 휴먼 파워》, 《3인의 초능력자 썬더빅맨》 ETC
- 1993년 《개그 특공대 로봇 트윈스》,《돌아온 우뢰매 7》, 《무적의 파이터 우뢰매》ETC
- 1996년 《왕후 에스더》
- 1997년 《의적 임꺽정》

## 가족 관계
- 아내와 2남 1녀
- 둘째아들: 김우종(1982년 8월 3일 ~ ) - 아역 배우 출신. 1988년 영화 <뉴머신 우뢰매>로 데뷔. 배우자는 윤주원이다.

## 같이 보기
- 조춘
- 심형래

## 수상 경력
- 제8회 서울국제만화애니메이션 페스티벌 공로상

## 이외 경력
- 청강문화산업대학 컴퓨터게임학과 겸임교수
- 서울예술대학 영화학과 강사
- 중앙대 영화학과 전임강사
- 서울국제만화애니메이션페스티벌 운영위원
- 문화콘텐츠 앰버서더 대표위원